# 이재명 대통령 취임식
이재명 대통령 취임식은 2025년 6월 4일 오전 11시 서울특별시 여의도 국회의사당 중앙홀(로텐더홀)에서 열린 이재명의 제21대 대한민국 대통령 취임식이다.

## 진행
이번 취임식은 윤석열 전 대통령 파면에 따른 조기 대선으로 별도의 인수위 없이 곧바로 국정을 맡게 되는 상황을 고려하여, 2017년에 있었던 문재인 대통령 취임식과 마찬가지로 예포 발사나 군악대 퍼레이드 등의 별도 행사 없이 취임 선서 중심으로 간소하게 진행되었다.
취임 선서에 앞서 이재명 대통령은 국립서울현충원을 참배했다. 행사에는 5부 요인과 정당 대표, 국회의원, 국무위원 등 약 300명이 참석했다.
이재명 대통령은 취임사를 통해 "5,200만 국민이 보내주신 5,200만 가지 열망과 소망을 품고 오늘부터 저는 대한민국 21대 대통령으로서 진정한 민주공화국 대한민국을 향한 첫 발을 내딛는다"고 밝혔다. 또한 "벼랑 끝에 몰린 민생을 되살리고, 성장을 회복해 모두가 행복한 내일을 만들어갈 시간"이라고 강조하며, "정쟁 수단으로 전락한 안보와 평화, 무관심과 무능 무책임으로 무너진 민생과 경제, 장갑차와 자동소총에 파괴된 민주주의를 다시 일으켜 세울 시간"이라고 언급했다.
이 대통령은 이번 대선에서 누구를 지지했든 모든 국민을 아우르고 섬기는 '모두의 대통령'이 되겠다고 약속하며, '통합과 회복'을 핵심 가치로 내세웠다. 이재명 정부는 '정의로운 통합 정부, 유연한 실용 정부'가 될 것이며, '실용적 시장주의 정부'로서 민생 회복과 경제 살리기를 최우선 과제로 삼아 비상경제대응TF를 즉시 가동하겠다고 밝혔다. 또한, 불법 계엄 사태의 중심이 됐던 군과 정보기관 개혁, 국방 문민화, 육해공군 참모총장에 대한 인사청문회 도입을 추진할 것이라고 언급했다.
취임식 이후 이재명 대통령은 곧바로 용산 대통령실에서 집무를 시작했으며, 향후 청와대 보수 절차를 거쳐 청와대로 복귀할 예정이다. 당초 7월 17일 제헌절에 '대통령 임명식'을 개최하는 방안이 검토되었으나, 폭염 및 폭우 피해 우려와 제헌절 경축식과의 중복 등을 이유로 연기될 가능성이 제기되었다.